# اعلان (برنامه‌نویسی رایانه‌ای)
در برنامه‌نویسی رایانه‌ای، اعلان (انگلیسی: Declaration) مشخصات یک شناسه (به انگلیسی: identifier) را مشخص می‌کند و مشخص می‌کند که یک کلمه (شناسه) چه معنایی دارد. اعلان‌ها معمولاً برای رویهها، متغیرها، ثوابت، و کلاس‌ها استفاده می‌شوند ولی می‌توانند برای سایر موجودیت‌ها مانند شمارش‌کننده‌ها و تعاریف نوع نیز استفاده شوند.